# أورسولا هيس
أورسولا هيس هي باحثة وعالمة نفس ألمانية، ولدت في 13 أغسطس 1960 في فرانكفورت في ألمانيا.

## وصلات خارجية
- الموقع الرسمي